# Douigny
Douigny è un dipartimento della provincia di Nyanga, in Gabon, che ha come capoluogo Moabi.